# リーガ・エスパニョーラ1939-1940
この項目では、1939-1940年シーズンのリーガ・エスパニョーラ (ラ・リーガ、プリメーラ・ディビシオン)について述べる。
リーガ・エスパニョーラ1939-1940は、スペインのプロサッカーリーグ、リーガ・エスパニョーラの9回目・内戦後初のシーズンである。
1939年12月3日に開幕し、1940年4月28日に閉幕。アトレティック・アビアシオン・クルブが初優勝した。

## アトレティコと空軍クラブの合併
前シーズンの低迷でソシオ数の減少・経営難に陥り内戦でスタジアムも損壊したアトレティコは、内戦中に軍内部に設立された「クルブ・アビアシオン・ナシオナル」と接触し合併に向けて協議した。同クラブは空軍の選手を集めて1937年に作られ、アラゴン州選手権1937-1938で優勝。第35回コパ・デル・レイとして開催された「トルネオ・ナシオナル・デ・フトボル1939」にアラゴン州代表として出場。多くのクラブが人的・物的被害を抱える中で、良好な練習グラウンドを持ち軍当局のバックアップを受けて活動していた。
その後マドリードに移転し、地域選手権を経ずにリーガ・エスパニョーラへ直接参入するため合併相手を探した。樹立間もないフランコ政権にとっても、内戦終盤まで陥落しなかった首都マドリードに「解放された新しい祖国の象徴」を作る意向があった。マドリードFCは経営主導権・政治性等で交渉が難航、CDナシオナル・デ・マドリードは地域選手権所属のため合併相手として論外だった。
クラブ・アイデンティティの喪失が懸念される中で、アトレティコの経営陣の多数が前向きになった。以下の点で合意が得られ、1939年10月4日に双方の代表者が合併に調印した。
- クラブの歴史・記録にアラゴン州選手権1937-1938の優勝を含めない。
- クラブの名称は「アトレティック・アビアシオン・クルブ (Athletic Aviación Club)」になる。
- クラブは1903年に設立されたAthletic Club (Sucursal de Madrid)=「アトレティック・クルブ・マドリード支部」と歴史的連続性を持つ。
- クラブが継承するのはアトレティック・クルブ・マドリー支部(1903-1907)とアトレティック・クルブ・デ・マドリー(1907-1939)の記録・タイトルのみ。
- クラブはアトレティコ・マドリードの赤と白のユニフォーム・青のパンツを現在のまま使用する[注釈 1]。
- クラブのエンブレムはアトレティコ・マドリードとクルブ・アビアシオン・ナシオナル両者のものを合体させる。
- 旧クラブのソシオ会員は双方とも新クラブにおいて平等なソシオ権限を持つ。
- カスティーリャ・サッカー連盟はこれらの合意事項を承認する。

## 残留プレーオフ
オビエドFCはスペイン内戦中の爆撃でホームスタジアムのピッチが被害を受け、試合開催が不可能となった。連盟はオビエドにピッチ修復のため1年間だけ離脱することを認めたため、参加チーム枠が一つ空いた。内戦前最後のシーズンを自動降格圏で終えた、11位のアトレティック・アビアシオン(当時アトレティコ・マドリード)と12位のCAオサスナがプレーオフを戦った。
| 1939年11月26日 | アトレティック・アビアシオン                                         | 3 - 1 | CAオサスナ               | エスタディオ・デ・メスタージャ |  |
|                | エンリケ・ルビオ (1-1) フアン・バスケス (2-1) エンリケ・ルビオ (3-1) |       | フリアン・ベルガラ (0-1) | 観客数: 25,000人               |  |

- アトレティック・アビアシオンがプリメーラ・ディビシオン1939-1940に残留。CAオサスナはセグンダ・ディビシオン1939-1940へ降格。

## 1939-1940年シーズンの昇降格
| セグンダ・ディビシオンへ降格 | プリメーラ・ディビシオンへ昇格        |
| ---------------------------- | ------------------------------------- |
| CAオサスナ (プレーオフ敗者)  | クルブ・セルタ (1位) サラゴサFC (2位) |

## 1939-1940年シーズンのリーガ・エスパニョーラのチーム
ガリシア州勢としてセルタが初昇格したため、クラブチームの分布図が初めて東西両海岸まで広がった。
| クラブチーム                 | ホームタウン   | スタジアム             | 監督                                           |
| ---------------------------- | -------------- | ---------------------- | ---------------------------------------------- |
| アスレティック・ビルバオ     | ビルバオ       | サン・マメス           | ロベルト・エチェバリア                         |
| アトレティック・アビアシオン | マドリード     | チャマルティン         | リカルド・サモラ                               |
| FCバルセロナ                 | バルセロナ     | ラス・コルツ           | パトリック・オコネル                           |
| ベティス・バロンピエ         | セビリア       | パトロナート・オブレロ | アンドレス・アランダ                           |
| クルブ・セルタ               | ビーゴ         | バライードス           | リカルド・コメサーニャ                         |
| CDエスパニョール             | バルセロナ     | サリア                 | パトリシオ・カイセド                           |
| エルクレスFC                 | アリカンテ     | バルディン             | フランシスコ・ガンボレナ →ホセ・キランテ       |
| マドリードFC                 | マドリード     | チャマルティン         | パコ・ブル                                     |
| ラシン・サンタンデール       | サンタンデール | エル・サルディネーロ   | オスカル・ロドリゲス →クリストバル・マルティー |
| セビージャFC                 | セビリア       | ネルビオン             | ペペ・ブラン                                   |
| バレンシアFC                 | バレンシア     | メスタージャ           | ラモン・エンシナス                             |
| サラゴサFC                   | サラゴサ       | トーレロ               | トマス・アルナンス                             |

## シーズンの流れ

### 優勝争い
開幕からスタートダッシュに成功したのは内戦前に下位常連だったバレンシアFC、前年度10位のセビージャFC、エルクレスFC、昇格組のサラゴサFC。そして中盤戦で首位に浮上したのは、これまた内戦前は残留争い常連だったCDエスパニョールだった。対照的に内戦前は8シーズンで6回の優勝を分け合った両雄、アスレティック・ビルバオとマドリードFCはスタートから大きく出遅れてしまい、中盤戦から挽回したが優勝には手が届かなかった。
内戦期を挟んでカイセド監督を辛抱強く続投し続けたエスパニョールは、第9節で初めて単独首位に浮上。直後ベティスに敗れるも、続く4節を3勝1分けで切りぬけた。しかし6戦無敗で追ってきた2位セビージャとの直接対決に0-4で大敗し、首位から転落した。第17節まで毎週両者の順位は入れ替わったが、ここで3位以下の集団から抜け出してきたのがアトレティック・アビアシオンだった。
アビアシオンはビルバオに全勝、マドリードに1勝1敗、FCバルセロナに全勝。暫定本拠地チャマルティンで10勝1分け無敗と圧倒的な強さを発揮。第18節にセビージャをホームで下して今季初めて首位に躍り出ると、その後は2位セビージャ・3位マドリードの追走を受けながら連勝。しかし第21節で残留を争うクルブ・セルタに敵地で敗北し、セビージャに勝ち点で並ばれ当該対戦得失点差で首位を奪われた。4年前に残留を争った2チームが今や初優勝を争う立場になり、勝ち点2差の3位マドリードは首位セビージャに当該対戦で全敗したため、1節を残して優勝の可能性が消滅した。
こうして最終節はセビージャとアビアシオンだけに優勝の可能性が残った。アウェイでエルクレスと対戦した首位セビージャは11分にホアキンのオウンゴールで先制点を献上するが、わずか1分後に追いついた。同じころ2位アビアシオンはホームでバレンシア相手にカンポスの先制弾で既に1点を先行していた。セビージャは28分にライムンドがこの日2点目を決めて逆転するが、38分ビラノバに同点にされ2-2で前半を折り返す。58分にぺピージョの得点で再び3-2とリードするが、71分にビラノバに再度決められ3-3の同点。
その4分後チャマルティンでは、内戦前からチームに残り続けたエリセギがダメ押しの2点目を決めて、アビアシオンに2-0のリードをもたらす。セビージャは結局残り15分でエルクレスのゴールを破れず無念のドロー。当該対戦成績、総得失点差、総得点で優位に立ちながら、あと勝ち点1届かなかった。勝ったアビアシオンは逆転で単独首位に立ち、初優勝を決めた。マドリード勢2チーム目、リーガ・エスパニョーラ史上5チーム目の王者が誕生した。

### 残留争い
3年前の王者ベティス・バロンピエ、上位争い後の低迷が定番化しているラシン・サンタンデール、昇格組クルブ・セルタ、そして今や優勝争いから大きく遠ざかっている初代リーグ王者FCバルセロナなどが下位集団を形成した。
バルサは内戦期を挟みオコネル監督を続投したが、開幕戦でいきなり本拠地でのダービーに敗れ、第6節から5試合未勝利を記録、第10節と第16節終了時には降格圏に転落した。その後は自動降格圏を脱出し第21節で10位以上が確定、オビエドが自動復帰した場合に入れ替え戦に出場する「10位」脱出を目指した。最終節にセルタが敗れバルサは既に降格決定しているラシンに勝ち、勝ち点で並び当該対戦勝ち点の優位で(順位表注釈参照)、逆転で9位浮上・残留を決めた。
ラシンは第12節で初めて自動降格圏に転落、7試合未勝利で第16節終了時に10位との勝ち点差が3に開いた。その後も勝ち点差は埋まらず第20節終了時に11位以下が確定、初の降格が決まった。残り一枠はバルサ・セルタ・ベティスの争いとなった。
ベティスはバルサに3-0で勝った第16節終了時の10位浮上を最後に、11位に定着。第20節に勝ってもなお10位セルタと勝ち点差3があった。そして第21節にベティスはエスパニョールに敵地で0-5と大敗、逆にセルタは首位アビアシオンから大金星。勝ち点差が5に開き、1節を残して5年前の優勝チームの降格が決まった。
1部初挑戦のセルタは開幕4連敗を喫するなど、前半戦はほぼ毎週降格圏に沈み続けた。だが第11・12節で初連勝し、中盤戦から10位前後に浮上。勝利と敗北を繰り返しつつ、第21節に首位アビアシオンに勝ってバルサを10位に落とし、更に10位以上を確定させた。だが最終節では既に降格が決まったベティスに敵地で敗れ、再度10位に転落。オビエドの自動復帰に伴い入れ替え戦出場を余儀なくされた。

## 結果

### 順位表
| 順 | チーム                           | 試 | 勝 | 分 | 敗 | 得 | 失 | 差  | 点 | 出場権または降格                          |
| -- | -------------------------------- | -- | -- | -- | -- | -- | -- | --- | -- | ----------------------------------------- |
| 1  | アトレティック・アビアシオン (C) | 22 | 14 | 1  | 7  | 43 | 29 | +14 | 29 |                                           |
| 2  | セビージャFC                     | 22 | 11 | 6  | 5  | 60 | 44 | +16 | 28 |                                           |
| 3  | アスレティック・ビルバオ         | 22 | 11 | 4  | 7  | 57 | 44 | +13 | 26 |                                           |
| 4  | マドリードFC                     | 22 | 12 | 1  | 9  | 47 | 35 | +12 | 25 |                                           |
| 5  | CDエスパニョール                 | 22 | 11 | 2  | 9  | 43 | 43 | 0   | 24 |                                           |
| 6  | エルクレスFC                     | 22 | 9  | 5  | 8  | 41 | 34 | +7  | 23 |                                           |
| 7  | サラゴサFC                       | 22 | 7  | 7  | 8  | 30 | 40 | −10 | 21 |                                           |
| 8  | バレンシアFC                     | 22 | 9  | 3  | 10 | 40 | 36 | +4  | 21 |                                           |
| 9  | FCバルセロナ                     | 22 | 8  | 3  | 11 | 32 | 38 | −6  | 19 |                                           |
| 10 | クルブ・セルタ (O)               | 22 | 9  | 1  | 12 | 45 | 50 | −5  | 19 | 入れ替え戦に出場                          |
| 11 | ベティス・バロンピエ (R)         | 22 | 6  | 4  | 12 | 26 | 51 | −25 | 16 | セグンダ・ディビシオン1940–1941に自動降格 |
| 12 | ラシン・サンタンデール (R)       | 22 | 6  | 1  | 15 | 37 | 57 | −20 | 13 | セグンダ・ディビシオン1940–1941に自動降格 |

1. 1 2  サラゴサFCはバレンシアFCに対し1-0、0-0の1勝1分けで、当該対戦勝ち点が3-1で勝ったため順位が上になった[62][63]。
2. 1 2  FCバルセロナはクルブ・セルタに対し2-1、2-0の2勝0敗で、当該対戦勝ち点が4-0で勝ったため順位が上になった[64][65]。

### 勝敗表
| ホーム / アウェイ          | AAV | ATH | BAR | BET | CEL | ESP | HER | MAD | RAC | SEV | VAL | ZAR |
| -------------------------- | --- | --- | --- | --- | --- | --- | --- | --- | --- | --- | --- | --- |
| アトレティコ・アビアシオン | —   | 3–1 | 3–0 | 0–0 | 4–1 | 2–0 | 2–1 | 2–1 | 2–1 | 4–2 | 2–0 | 5–1 |
| アスレティック・ビルバオ   | 1–3 | —   | 7–5 | 6–1 | 4–1 | 4–0 | 4–1 | 3–1 | 3–2 | 3–4 | 1–2 | 1–1 |
| FCバルセロナ               | 1–2 | 0–2 | —   | 2–0 | 2–0 | 0–1 | 0–0 | 0–0 | 3–1 | 1–2 | 4–1 | 2–1 |
| ベティス・バロンピエ       | 1–2 | 0–0 | 3–0 | —   | 2–0 | 2–0 | 4–3 | 0–4 | 2–1 | 3–2 | 0–3 | 0–0 |
| クルブ・セルタ             | 1–0 | 2–4 | 1–2 | 4–2 | —   | 2–0 | 4–0 | 2–3 | 5–1 | 3–3 | 2–1 | 5–1 |
| CDエスパニョール           | 2–0 | 3–4 | 1–1 | 5–0 | 4–1 | —   | 3–3 | 5–4 | 3–1 | 2–1 | 2–3 | 2–0 |
| エルクレスFC               | 4–1 | 1–0 | 1–2 | 3–0 | 6–1 | 1–2 | —   | 0–2 | 3–1 | 3–3 | 2–1 | 5–1 |
| マドリードFC               | 2–0 | 4–1 | 2–1 | 3–0 | 2–1 | 3–1 | 0–1 | —   | 3–2 | 1–3 | 2–1 | 5–1 |
| ラシン・サンタンデール     | 0–2 | 3–0 | 2–3 | 4–2 | 6–2 | 2–3 | 0–1 | 2–1 | —   | 3–3 | 2–1 | 1–0 |
| セビージャFC               | 4–1 | 3–3 | 2–1 | 4–3 | 1–4 | 4–0 | 1–1 | 3–2 | 8–2 | —   | 4–2 | 3–0 |
| バレンシアFC               | 1–0 | 3–4 | 3–1 | 4–0 | 1–1 | 1–3 | 2–1 | 3–1 | 4–0 | 2–2 | —   | 0–0 |
| サラゴサFC                 | 4–3 | 1–1 | 3–1 | 1–1 | 3–2 | 4–1 | 0–0 | 3–1 | 3–0 | 1–1 | 1–0 | —   |

### 昇格チーム
- ムルシアFC (セグンダ・ディビシオン1939-1940・昇格プレーオフ優勝)[66]
- オビエドFC (期限付き離脱から自動復帰。1年間どのカテゴリーにも所属しなかった)

## 入れ替え戦
オビエドFCが期限通り1年以内でピッチを試合可能な状態に修復したため、来季の自動復帰が決定。したがって10位のクルブ・セルタが、セグンダ・ディビシオン1939-1940・昇格プレーオフ2位のデポルティーボ・ラ・コルーニャと、中立地マドリードのチャマルティンで一発勝負の入れ替え戦を行った。
| 1940年5月15日 | クルブ・セルタ | 1 - 0 | デポルティーボ・ラ・コルーニャ | エスタディオ・チャマルティン |  |
|               |                |       |                                | 観客数: ？人                 |  |

- 勝ったクルブ・セルタがプリメーラ・ディビシオン1940-1941に残留。デポルティーボ・ラ・コルーニャはセグンダ・ディビシオン1940-1941に残留。

## 得点ランク・記録

### 得点ランキング
| 順位 | 得点者                   | 得点数 | 試合数 | 得点率 | チーム                   |
| ---- | ------------------------ | ------ | ------ | ------ | ------------------------ |
| 1    | ビクトル・ウナムーノ     | 20     | 22     | 0.90   | アスレティック・ビルバオ |
| 2    | ライムンド・ブランコ     | 18     | 19     | 0.94   | セビージャFC             |
| 3    | ホセ・ビラノバ           | 17     | 20     | 0.85   | エルクレスFC             |
| 4    | ギジェルモ・カンパナル   | 16     | 21     | 0.76   | セビージャFC             |
| 5    | ギジェルモ・ゴロスティサ | 14     | 21     | 0.66   | アスレティック・ビルバオ |
| =    | エドムンド・スアレス     | 14     | 20     | 0.7    | バレンシアFC             |
| =    | アグスティン・ハラボ     | 14     | 17     | 0.82   | クルブ・セルタ           |
| =    | アントニオ・チャス       | 14     | 21     | 0.7    | ラシン・サンタンデール   |
| 9    | マヌエル・アルダイ       | 13     | 19     | 0.68   | マドリードFC             |
| 10   | シモン・レクエ           | 12     | 22     | 0.54   | マドリードFC             |

### ハットトリック
| 選手名                     | 所属チーム                   | 達成試合                                  | 回数 |
| -------------------------- | ---------------------------- | ----------------------------------------- | ---- |
| エンリケ・ルビオ           | アトレティック・アビアシオン | 第1節・3-1ビルバオ                        | 1回  |
| フランシスコ・カンポス     | アトレティック・アビアシオン | 第15節・5-1サラゴサ                       | 1回  |
| ギジェルモ・カンパナル     | セビージャFC                 | 第3節・8-2ラシン                          | 1回  |
| フランシスコ・ガラテ       | アスレティック・ビルバオ     | 第7節・7-5バルセロナ                      | 1回  |
| ビクトル・ウナムーノ       | アスレティック・ビルバオ     | 第19節・4-1セルタ                         | 1回  |
| ギジェルモ・ゴロスティサ   | アスレティック・ビルバオ     | 第21節・4-3バレンシア                     | 1回  |
| フリオ・ゴンサルボ         | CDエスパニョール             | 第7節・4-1セルタ                          | 1回  |
| マルティネス・カタラー     | CDエスパニョール             | 第14節・5-4マドリード                     | 1回  |
| ガブリエル・ホルヘ         | CDエスパニョール             | 第21節・5-0ベティス                       | 1回  |
| ホセ・ビラノバ             | エルクレスFC                 | 第3節・6-1セルタ                          | 1回  |
| イポリト・インチャウーレギ | バレンシアFC                 | 第12節・4-0ベティス                       | 1回  |
| エドムンド・スアレス       | バレンシアFC                 | 第19節・3-2エスパニョール                 | 1回  |
| ペドロ・パスクアル         | FCバルセロナ                 | 第19節・5-7ビルバオ                       | 1回  |
| アグスティン・ハラボ       | クルブ・セルタ               | 第12節・5-1サラゴサ 第14節・4-0エルクレス | 2回  |
| アントニオ・チャス         | ラシン・サンタンデール       | 第17節・6-2セルタ 第14節・4-0エルクレス   | 2回  |

### 最少失点ゴールキーパー
| 選手                   | 所属                         | 試合数 | 失点数 | 失点率 |
| ---------------------- | ---------------------------- | ------ | ------ | ------ |
| フェルナンド・タバレス | アトレティック・アビアシオン | 21     | 29     | 1.381  |

## できごと
- アトレティック・アビアシオンのリカルド・サモラ監督は、現役時代・監督時代の両方でプリメーラ・ディビシオン優勝を果たした最初の人物になった。